# Michael Shayne (serie televisiva)
Michael Shayne è stata una serie televisiva statunitense di genere giallo poliziesco, andata in onda per una stagione e 32 episodi sulla rete televisiva NBC dal 30 settembre 1960 al 19 maggio 1961.

## Trama
La serie è basata sulle indagini condotte dall'investigatore privato omonimo (protagonista di serie di romanzi, racconti, film e serie radiofonica) coadiuvato dal tenente di polizia Will Gentry, facente parte della Miami Police Department, del giornalista del quotidiano immaginario Miami Tribune Tim Rourke, della segretaria Lucy Hamilton e dal suo fratello minore Dick Hamilton, personaggio non presente nei romanzi e creato appositamente per la serie televisiva.

## Produzione
Nel 1958 venne girato l'episodio pilota della serie, intitolato Three Men on a Raft, interpretato da Mark Stevens nel ruolo di Michael Shayne e da Merry Anders nel ruolo di Lucy Hamilton, presentato il 28 settembre 1958 nella serie antologica della NBC Decision. Due anni più tardi andò in onda il primo episodio della serie. Richard Denning era reduce dalle serie Mr. & Mrs. North e The Flying Doctor quando gli venne affidato il ruolo principale, unico ad apparire in tutti gli episodi. Patricia Donahue, dopo aver girato 18 episodi, fu rimpiazzata da Margie Regan nel ruolo di Lucy Carr per i restanti 14.

## Registi e sceneggiatori
I registi della serie furono sette: Paul Stewart, che diresse otto episodi, Sidney Salkow con sei episodi, Gerald Mayer, Robert Florey, Walter Doniger, Robert B. Sinclair e Otto Lang. Tra gli sceneggiatori si segnalano William Link e Richard Levinson, che scrissero insieme un buon numero di episodi, Robert J. Shaw e Don Brinkley.

## Guest stars
Tra le numerose guest star, sono da citare Julie Adams, Richard Arlen, Beverly Garland, Warren Oates, Joan Marshall, David White, Robert Knapp e Burt Reynolds.

## Messa in onda
La serie venne trasmessa dalla NBC di venerdì sera alle ore 22:00, competendo in termini di ascolti con Ai confini della realtà sulla rete CBS, e con I detectives e The Law and Mr. Jones sulla rete ABC.

## Episodi
| Stagione       | Episodi | Prima TV originale |
| -------------- | ------- | ------------------ |
| Prima stagione | 32      | 1960-1961          |